# Cantina Santa Maria la Palma
La Cantina Santa Maria la Palma és una hisenda vinícola italiana amb seu a la localitat homònima de Santa Maria La Palma, una fracció de l'Alguer.
Fundada el 1959 per colons de diversos orígens que van participar en la recuperació de la Nurra, a la zona compresa entre port del Comte i porto Ferro, i seguint l'exemple d'èxit de la propera Sella&Mosca, compta avui amb uns tres centenars de socis i 700 hectàrees de vinyes que han arribat a produir vora 65.000 quintars de raïm en 2009 i 3,5 milions d'ampolles l'any.
Present des de fa dècades en el mercat nacional i internacional, produeix entre altres el vermentino de Sardenya Aragosta, el vi blanc en ampolla més venut a Itàlia. Entre els diferents productes s'esmenten gran crù, vins novells, escumosos, pansits, Alghero DOC, de raïm garnatxa, cagnulari, monica, chardonnay i cabernet sauvignon.